# Flaignes-Havys
Flaignes-Havys is een gemeente in het Franse departement Ardennes in de regio Grand Est en telt 93 inwoners (2021). De gemeente maakt deel uit van het arrondissement Charleville-Mézières.

## Geschiedenis
In 1982 fuseerde de gemeente Flaignes-Les-Oliviers met die van Havys tot de gemeente Flaignes-Havys. De volgende plaatsen behoren tot de fusiegemeente: Flaignes-Les-Oliviers, Havys, Les Oliviers, La Rondayette & La Rubrique.

## Geografie
De oppervlakte van Flaignes-Havys bedraagt 13,3 km², de bevolkingsdichtheid is dus 8,7 inwoners per km².
De onderstaande kaart toont de ligging van Flaignes-Havys met de belangrijkste infrastructuur en aangrenzende gemeenten.

## Demografie
Onderstaande figuur toont het verloop van het inwonertal (bron: INSEE-tellingen).

Vanwege een beveiligingsprobleem met de MediaWiki Graph-software is het momenteel niet mogelijk deze grafiek weer te geven. Zodra de software is bijgewerkt zal de grafiek vanzelf weer zichtbaar worden.

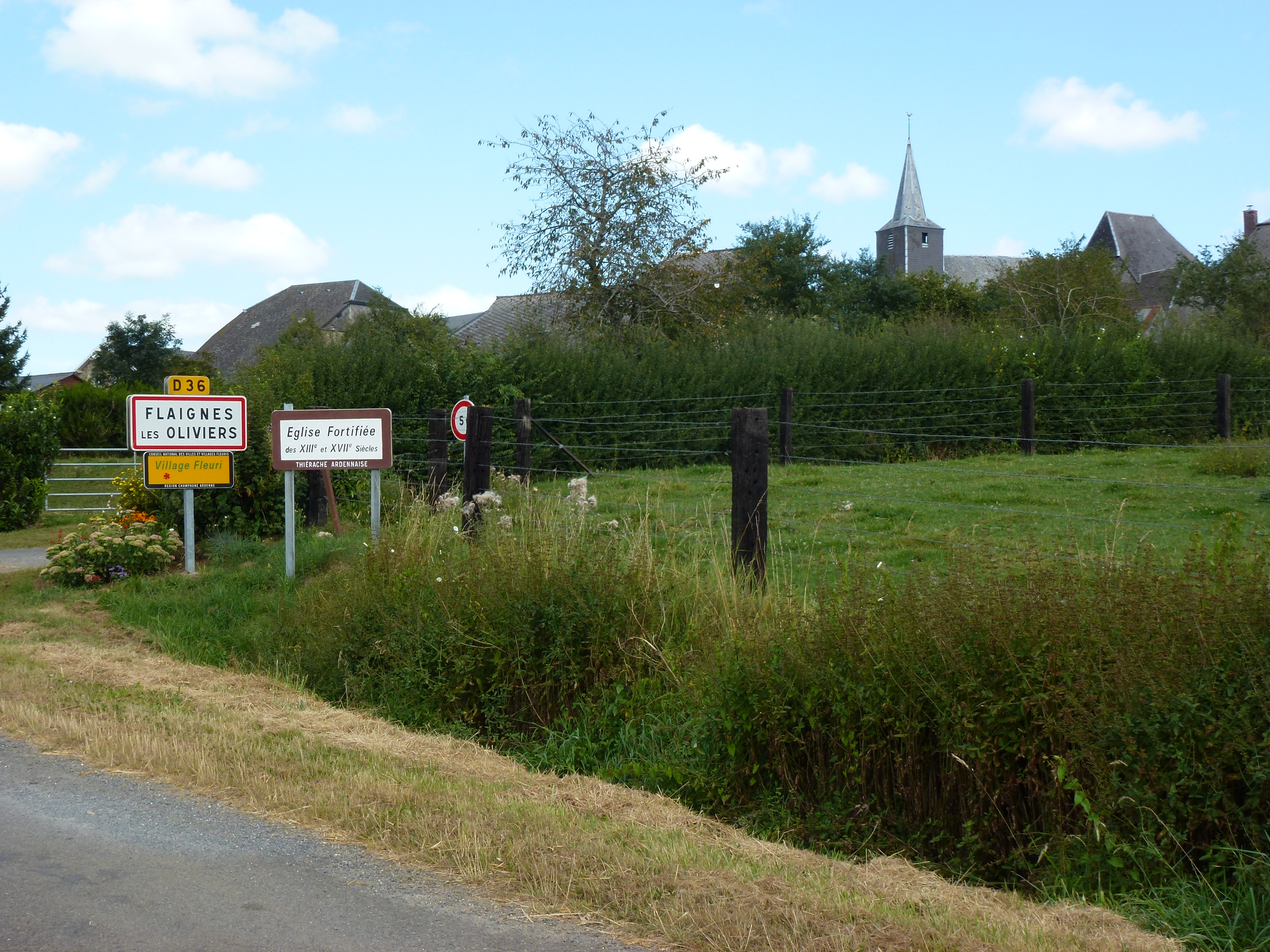
Entree van Flaignes-les-Oliviers
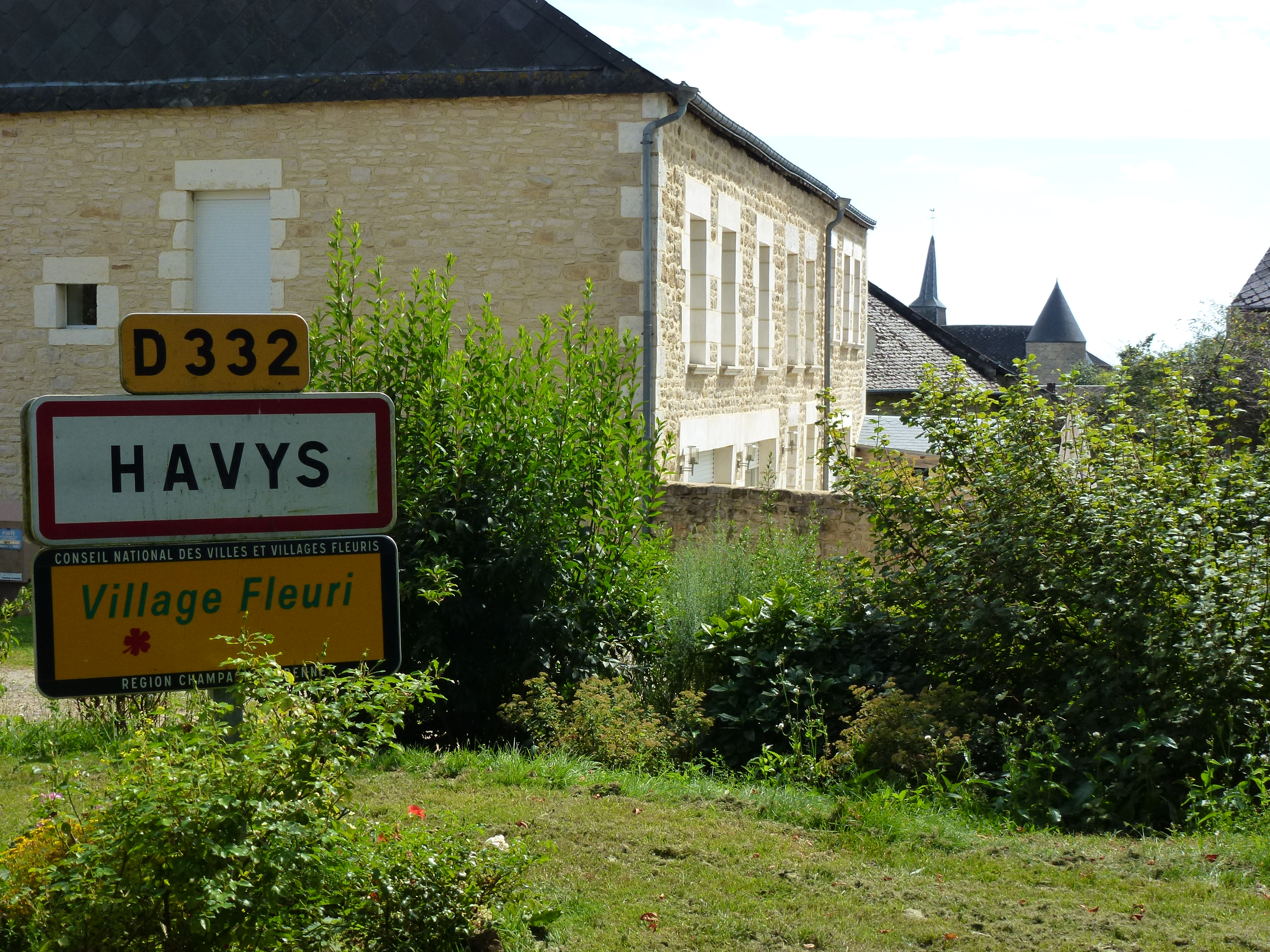
Entree van Havys
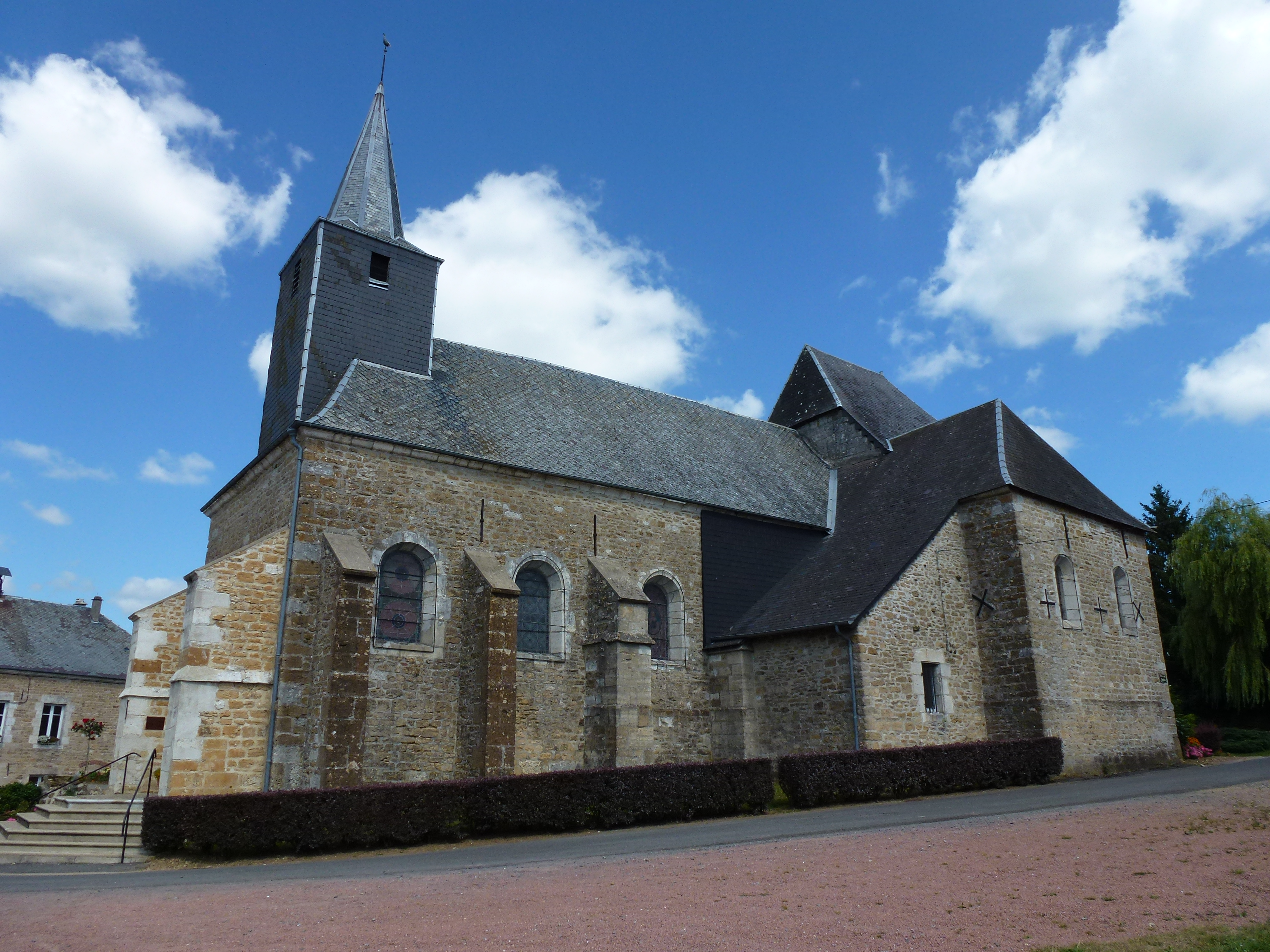
Versterkte kerk Saint-Laurent van Flaignes
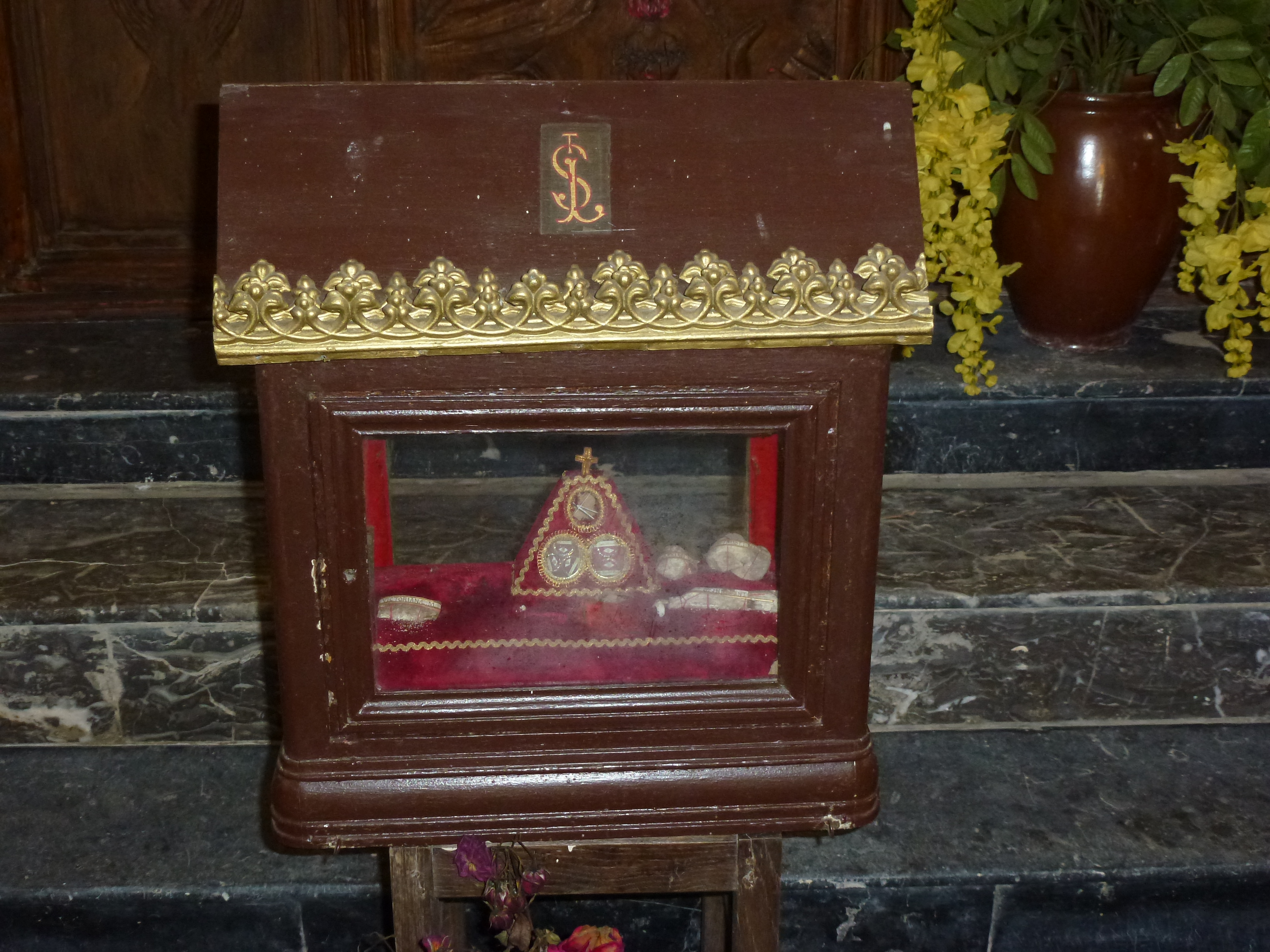
Reliekschrijn van Sint Laurentius
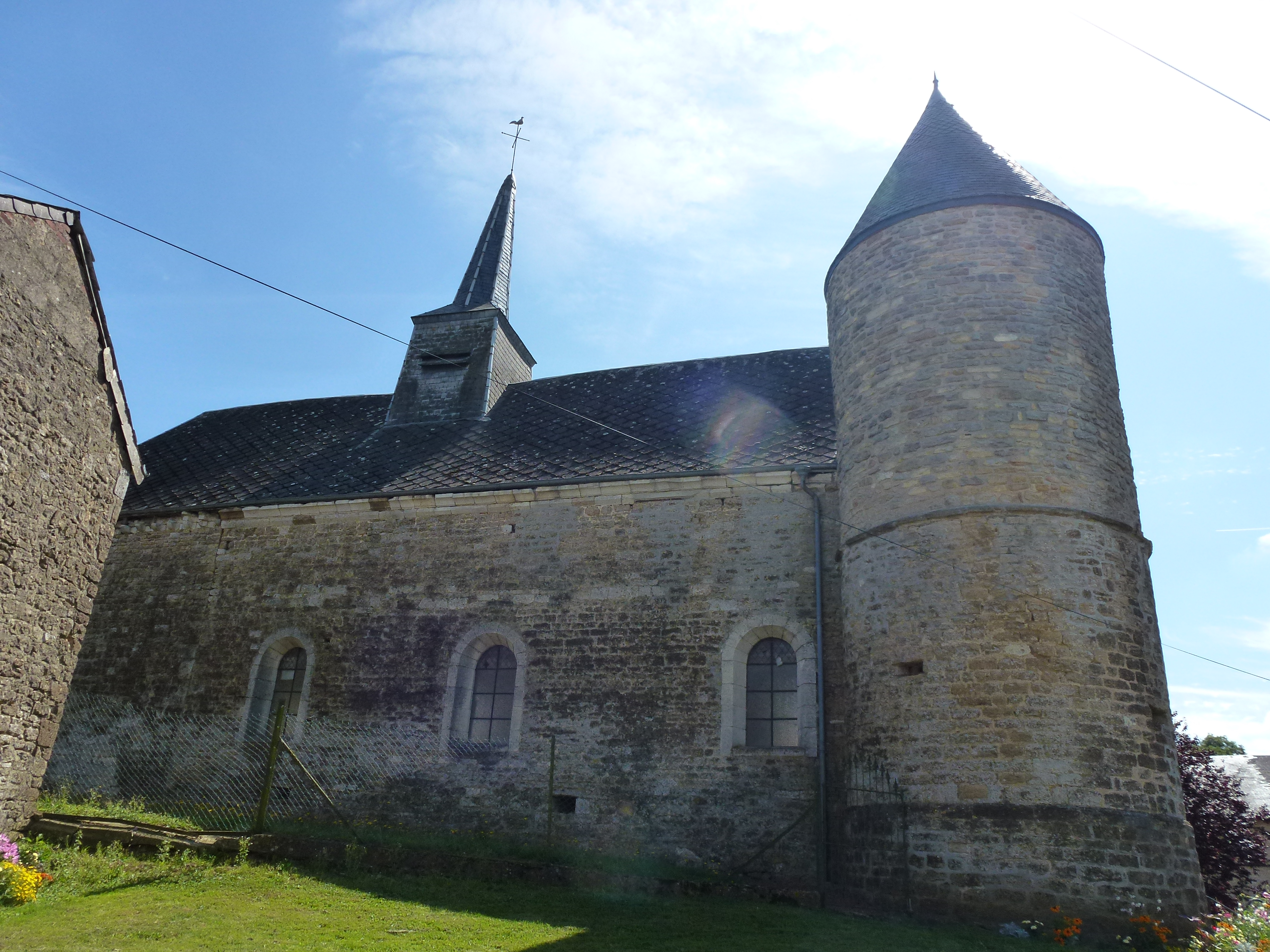
Versterkte kerk Saint-Géry van Havys

Antheny · Aouste · Aubigny-les-Pothées · Auboncourt-Vauzelles · Barbaise · Blanchefosse-et-Bay · Bossus-lès-Rumigny · Cernion · Champlin · Chappes · Chaumont-Porcien · Chesnois-Auboncourt · Clavy-Warby · Dommery · Doumely-Bégny · Draize · L'Échelle · Estrebay · Faissault · Faux · La Férée · Flaignes-Havys · Fraillicourt · Le Fréty · Girondelle · Givron · Grandchamp · Gruyères · Hagnicourt · Hannappes · Jandun · Justine-Herbigny · Lalobbe · Launois-sur-Vence · Lépron-les-Vallées · Liart · Logny-Bogny · Lucquy · Maranwez · Marby · Marlemont · Mesmont · Montmeillant · Neufmaison · La Neuville-lès-Wasigny · Neuvizy · Novion-Porcien · Prez · Puiseux · Raillicourt · Remaucourt · Renneville · Rocquigny · La Romagne · Rouvroy-sur-Audry · Rubigny · Rumigny · Saint-Jean-aux-Bois · Saulces-Monclin · Sery · Signy-l'Abbaye · Sorcy-Bauthémont · Thin-le-Moutier · Vaux-lès-Rubigny · Vaux-Montreuil · Vaux-Villaine · Viel-Saint-Remy · Villers-le-Tourneur · Wagnon · Wasigny · Wignicourt
1. ↑  Populations de référence 2022.